# Ривамаор (Белуно)
Ривамаор (итал. Rivamaor) је насеље у Италији у округу Белуно, региону Венето.
Према процени из 2011. у насељу је живело 103 становника. Насеље се налази на надморској висини од 351 м.